# 里見義頼
里見 義頼（さとみ よしより） は、戦国時代から安土桃山時代にかけての安房国の武将、大名。安房里見氏の第7代当主。

## 経歴
天文12年（1543年）、安房国の大名・里見義堯の子として誕生。
嫡子に恵まれなかった長兄・義弘の養子となったという（近年の研究では義弘の庶長子とする説もある）。義弘は生前、自身の死後は安房国を義頼に与え、上総国を嫡男・梅王丸（のちの義重）に与えることを約していた。この分割相続を義頼は不満に思い、義弘と義頼の仲は次第に険悪になっていったという。
天正5年（1577年）、義弘が相模国の後北条氏と和睦した（房相一和）ことにより、義頼は北条氏政の娘・鶴姫を正室に迎え、2年後に鶴姫が死去すると氏政の妹・菊姫を後妻にした。天正6年（1578年）、義弘が死去すると梅王丸と家督と領土をめぐって対立し、義頼は北条氏政の支援を受けて、天正8年（1580年）に上総国を制圧し、梅王丸を出家させ、里見氏の領国全てを継承した。また、天正9年（1581年）には反抗的な家臣である正木憲時を殺害して、自身の体制を固めていく。
天正8年（1580年）、後北条氏に対抗するため甲斐国の武田勝頼と常陸国の佐竹義重が同盟し（甲佐同盟）、義重の同盟参加を受けて天正9年（1581年）に里見氏も武田氏と同盟した。これに佐竹氏・小弓公方の足利頼淳との同盟を加え対後北条氏の同盟が成立するが、天正10年（1582年）には織田氏による武田氏の滅亡で同盟は破綻する。
天正9年（1581年）6月3日、新井兵衛三郎に里見分国中での営業活動を認める。新井氏は下総布川の流通商人で、里見氏が布川まで進出した形跡がないことから、新井氏は布川から下総川を通り、関宿から太日川を下って江戸海に抜け、そこから南下し里見氏の本拠地である岡本に達する水上ルートを使用して朱印状を発行されたと思われる。このことは、里見氏が江戸湾が外海に広がる海域の通過権を掌握しており、里見氏分国内での営業活動の許可書の入手は、房総における営業活動以上に江戸湾航行の安全上不可欠なものであったことを示している。
天正10年の武田氏滅亡、織田信長の死から始まった旧武田領の争奪戦である天正壬午の乱に際し、里見氏は領国は遠く直接関与していないものの、房相一和が完全には破綻していなかった同盟者である北条氏からの依頼を受け、北条氏側として援軍を派遣している。この里見軍は遠く甲斐国まで進軍し、徳川家康の軍を相手にした黒駒合戦と言われる甲斐国争奪戦に参加している。また、義頼夫人が死ぬと北条氏政との争いが再燃し、義頼はこれを撃退する一方で、豊臣秀吉らと手を結んで連携をとるなど、卓越した外交手腕を見せている。
天正15年（1587年）、安房岡本城で病死。墓所は南房総市富浦町の光厳院。
なお、近年になって死亡日の以前にあたる筈の日付（天正15年1月）の文書に義頼の死後に付けられた筈の法号「大勢院」の呼称が載せられている記述が発見されたことから、義頼の死後、後継者である里見義康が幼少であることを理由に暫くその死が伏せられた可能性があり、正しい死亡日は従来異説とされてきた前年の天正14年10月20日とする説が提示されている。また、義頼が足利氏ゆかりの龍の印章を用いたことから、生母を小弓公方足利義明の娘・青岳尼（義弘最初の正室）とする説も出されているが、義弘と青岳尼の婚姻は弘治3年（1557年）頃であることは当時の史料など根拠として通説とされており、同じくその14年前とされている義頼の生年との矛盾が解決されない限りは成り立たないとみられている。最初にその可能性を指摘したのは滝川恒昭であるが、佐藤博信は従来の青岳尼の伝記は義明の妹と娘の伝記が混同されている可能性を指摘して、弘治年間に義弘が鎌倉から連れ出して婚姻したのは義明の妹であって、義頼を生んだ義明の娘とは別人であるとする説を採る。